# たくろう火
たくろう火（たくろうび）は、「備後国」（広島県東部）御調郡に伝わる火の妖怪。江戸時代の歴史書・地誌である『芸藩通志』などにも記載されている。

## 概要

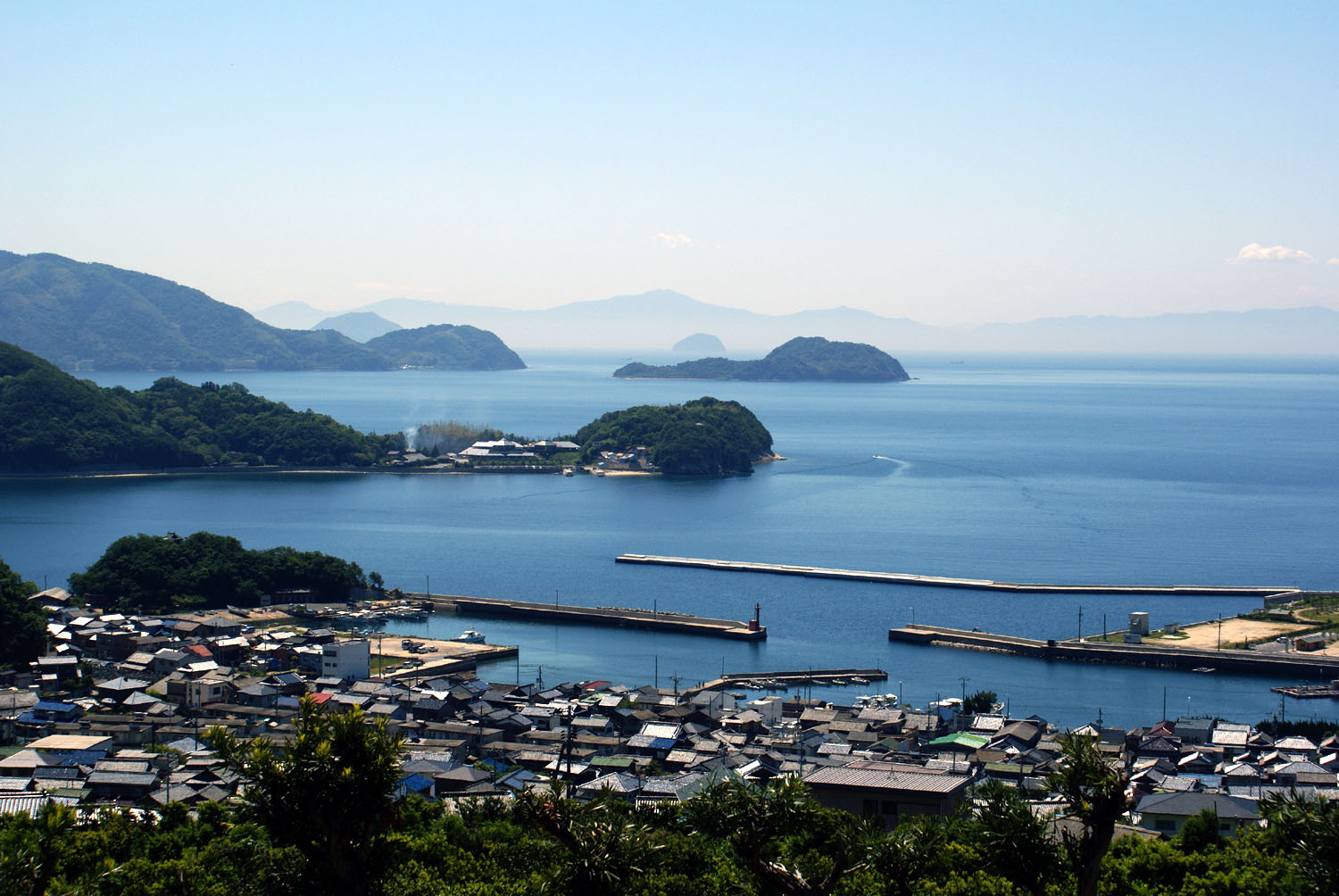
たくろう火の伝わる瀬戸内海

夏から秋にかけての夜、海岸に火の玉となって出現する。2つの火が並んで現れることから、比べ火（くらべび）とも呼ばれる。かつては瀬戸内海を重要な交通路とする船乗りたちにとってよく知られた妖怪であったという。
広島中部の伝承によれば、非業の死を遂げた2人の女が、京女郎、筑紫女郎（ちくしじょろう）と呼ばれる2つの石と化し、その霊がたくろう火になったと言われている。
出没したのはかなりの過去であり、微かに古い書物にのみ伝承されているに過ぎず、土地の古老にすらほとんど知られていない。